# Mercedes Richards
 (juillet 2022).
Pour les articles homonymes, voir Richards.
Mercedes Tharam Richards (née le 14 mai 1955 à Kingston et décédée le 3 février 2016 à Hershey), née Davis, était une professeure jamaïcaine d'astronomie et d'astrophysique. Ses recherches ont porté sur l'astrophysique numérique, l'astrophysique stellaire et les exoplanètes et les naines brunes et la dynamique physique des systèmes d'étoiles binaires en interaction. Cependant, ses recherches pionnières dans la tomographie des systèmes d'étoiles binaires en interaction et des étoiles variables cataclysmiques pour prédire l'activité magnétique et simuler le flux de gaz sont ses travaux les plus connus.
En 1977, elle obtient un diplôme de BSc en physique de l'Université des Indes occidentales. Elle déménage ensuite à Toronto, où deux ans plus tard, en 1979, elle complète une maîtrise en sciences spatiales de l'université York, à Toronto et, en 1986, elle obtient son doctorat en astronomie et astrophysique de l'université de Toronto.

## Biographie
Elle est née à Kingston, en Jamaïque, le 14 mai 1955. Dans l'une des banlieues de la ville, elle a été élevée par son père, Frank Davis, un détective de police qui lui a enseigné l'importance de l'observation et de la déduction, et sa mère, Phyllis Davis, comptable qui lui a inculqué l'idée de faire son travail avec précision.
Elle épouse Donald Richards en 1980, un professeur de statistique à l'Université d'État de Pennsylvanie. Ils ont eu deux filles, Chandra et Suzanne.
Au cours de l'année académique 1986-1987, elle est chercheuse invitée à l'Université de Caroline du Nord. En 1987, elle rejoint l'Université de Virginie à Charlottesville, à titre de professeure adjointe au Département d'astronomie. Dans cette université, elle est promue au rang d'agrégée en 1993 et est nommée professeure titulaire d'astronomie en 1999. Au cours de cette année, elle travaille à l'Observatoire du Vatican à Castel Gandolfo. Un an plus tard, en 2000, elle visite l'Institute for Advanced Study à Princeton, New Jersey, en tant que scientifique invitée.
En 2002, elle est embauchée comme professeur d'astronomie et d'astrophysique à l'Université d'État de Pennsylvanie, où elle oeuvre jusqu'à son décès. Au cours de son mandat, elle a été directrice adjointe du département. Elle a néanmoins visité certaines universités au cours de cette période, parmi lesquelles l'Université de Heidelberg, en Allemagne, en 2013.